# Coracias
Coracias là một chi chim trong họ Sả.

## Hình ảnh

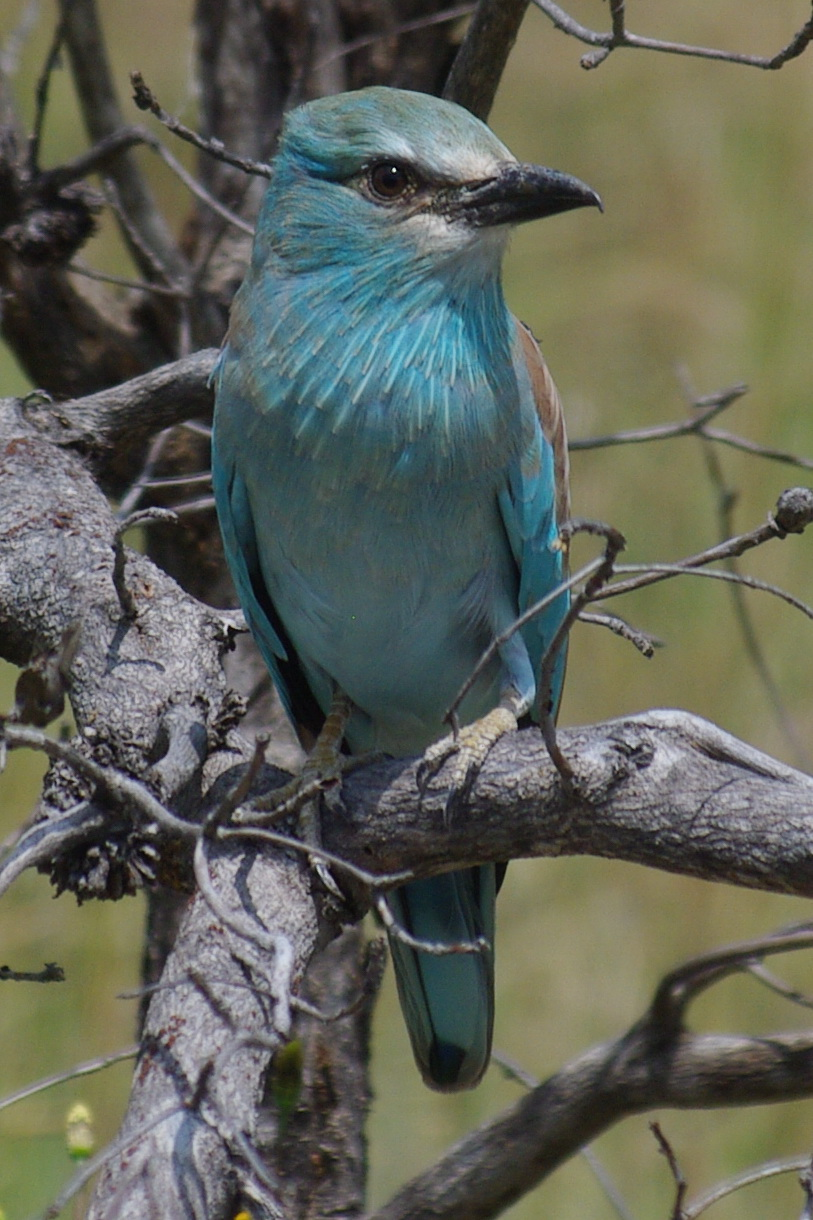
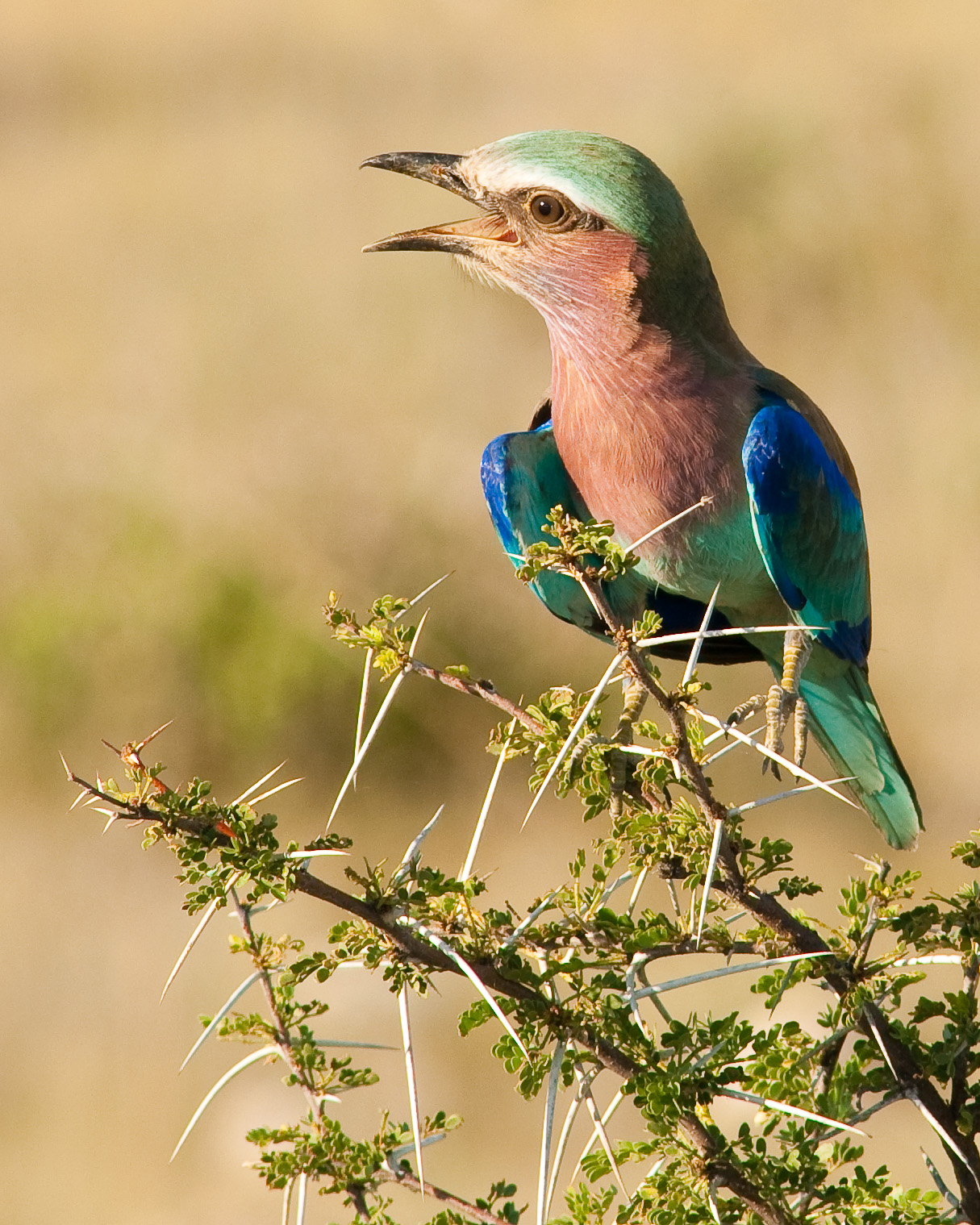
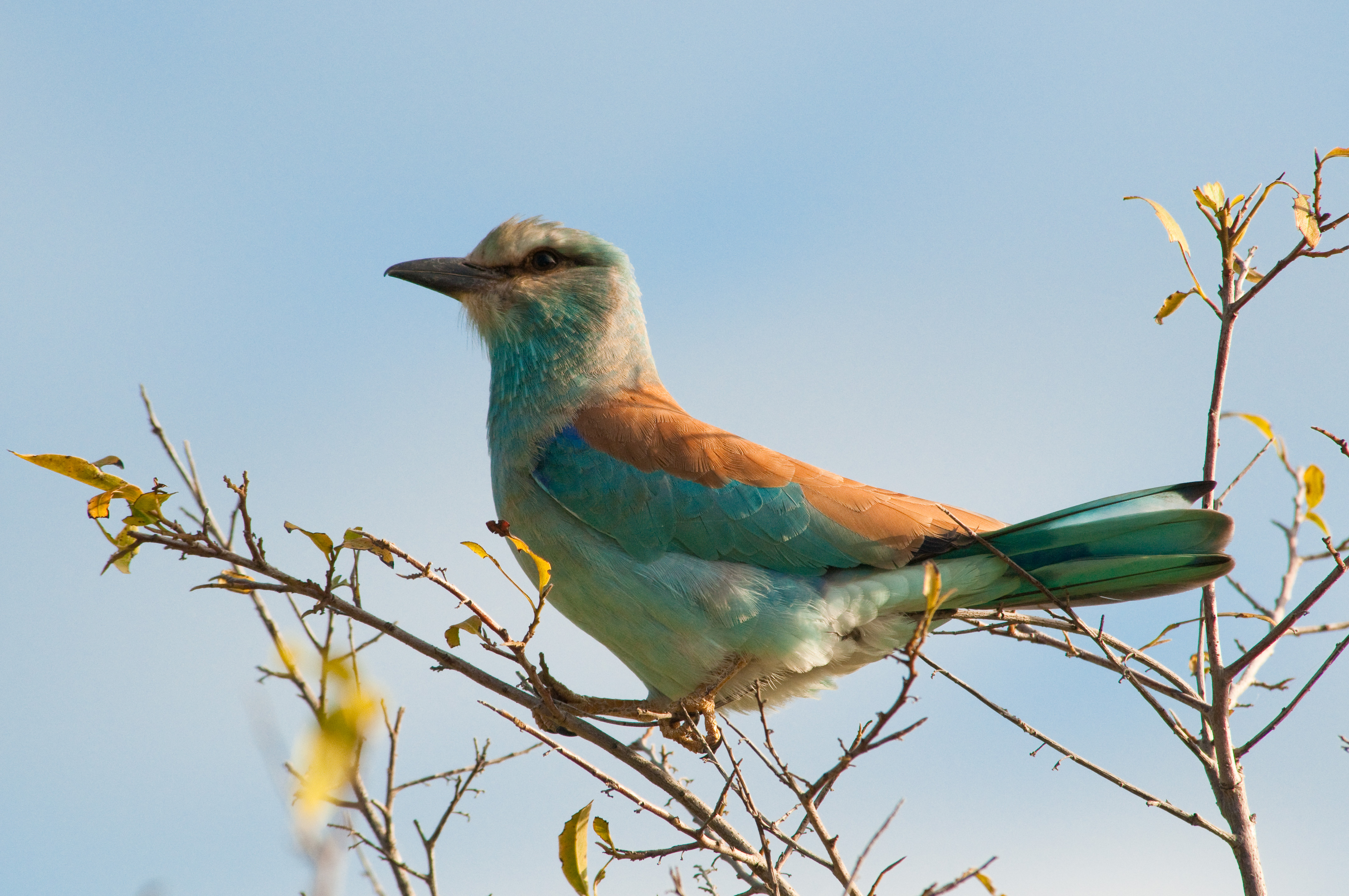
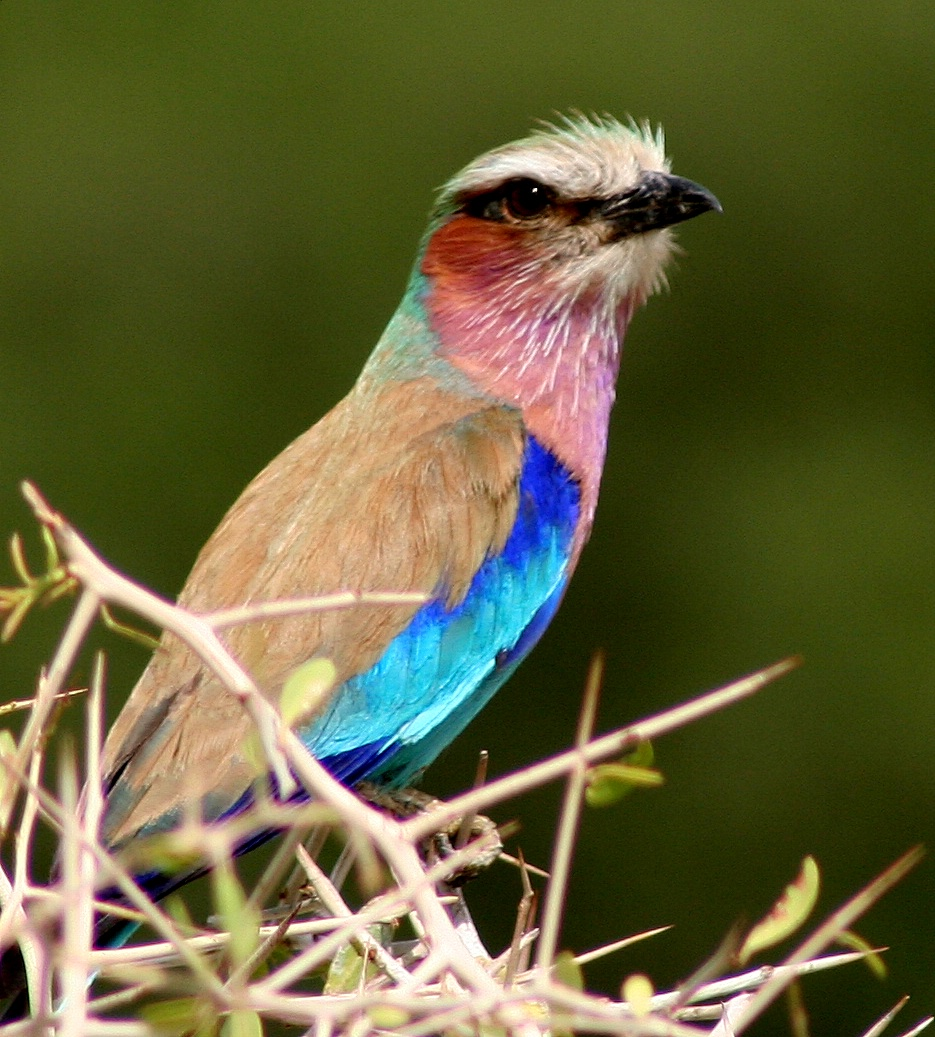
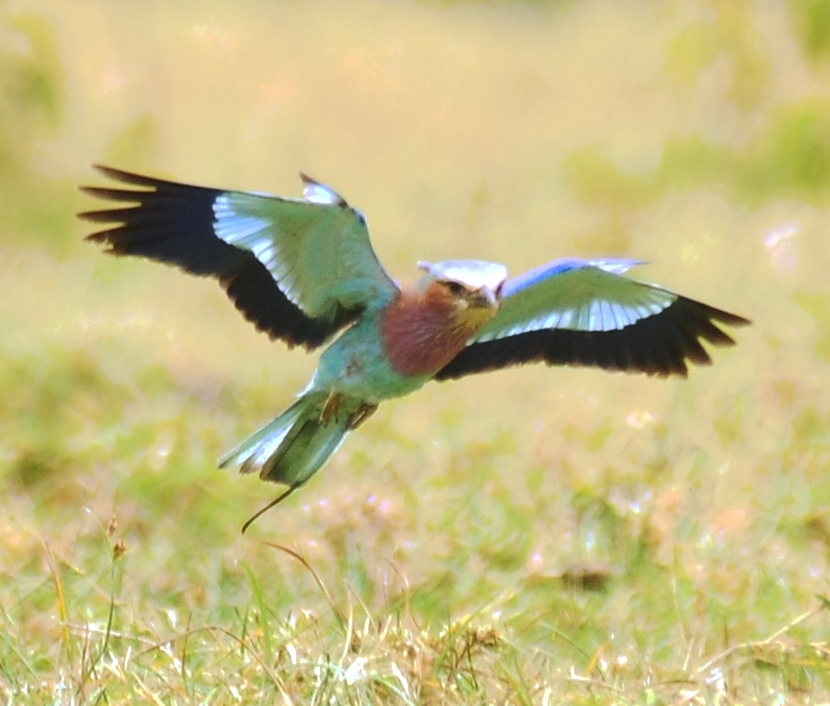

## Các loài
Chi này có 9 loài được công nhận:
| Hình | Tên thông dụng | Danh pháp khoa học    | Phân bố |
| ---- | -------------- | --------------------- | --- |
|      | Sả đầu hung    | Coracias naevius      | Châu Phi cận Sahara |
|      | Sả rừng        | Coracias benghalensis | Tây Á đến Tiểu lục địa Ấn Độ                                                                                                  |
|      | Sả Đông Dương  | Coracias affinis      | Tây Ấn Độ đến Đông Nam Á |
|      | Sả Temminck    | Coracias temminckii   | Các đảo Sulawesi, Bangka, Lembeh, Manterawu, Muna và Butung.                                                                  |
|      | Sả đuôi vợt    | Coracias spatulatus   | phía nam châu Phi từ Angola, đông nam Cộng hòa Dân chủ Congo và nam Tanzania đến bắc Botswana, Zimbabwe, Malawi và Mozambique |
|      | Sả ngực hoa cà | Coracias caudatus     | Châu Phi cận Sahara và Nam bán đảo Ả Rập                                                                                      |
|      | Sả Abyssinia   | Coracias abyssinicus  | Châu Phi nhiệt đới ở vành đai phía nam sa mạc Sahara.                                                                         |
|      | Sả châu Âu     | Coracias garrulus     | Trung Đông, Trung Á và Maroc.                                                                                                 |
|      | Sả bụng lam    | Coracias cyanogaster  | Senegal đến đông bắc Cộng hòa Dân chủ Congo                                                                                   |